# Цветовое пространство

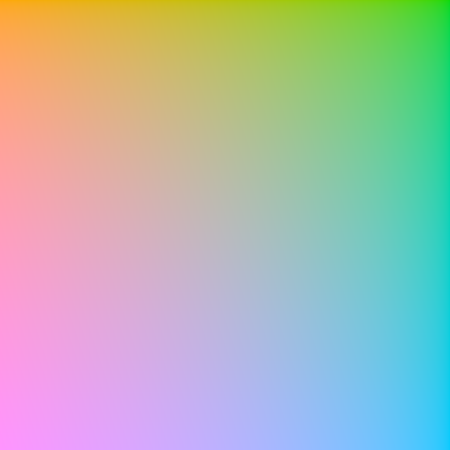
Цветовое пространство

Цветовое пространство — модель представления цвета, основанная на использовании цветовых координат. Цветовое пространство строится таким образом, чтобы любой цвет был представлен точкой, имеющей определённые координаты. Чаще всего одному набору координат будет соответствовать один цвет, но для некоторых случаев это не так (например, для модели CMYK или, например, когда кодируется цветовой тон — данные по тону «закольцованы», и тона для максимального и минимального значений совпадают).
Цветовые пространства описываются набором цветовых координат и правилами построения цветов. К примеру, RGB является трёхмерным цветовым пространством, где каждый цвет описан набором из трёх координат — каждая из них отвечает компоненте цвета в разложении на красный, зелёный и синий цвета. Количество координат задаёт размерность пространства. Существует много цветовых пространств различной размерности — от одномерных, которые могут описать исключительно монохромное изображение, до шести- и десятимерных, таких, например, как пространство «CMYKLcLm» (Cyan, Magenta, Yellow, Key color, light Cyan, light Magenta). Пространства высокой размерности чаще всего используются в целях печати на плоттерах или аппаратах для цветопроб.